# Concierto para violín n.º 1 (Shostakóvich)
El Concierto para violín n.º 1 en La menor, Op. 77, de Dmitri Shostakóvich, es una obra concertante para violín solo y orquesta sinfónica, compuesta en 1947. Dedicado a su amigo, el violinista David Óistraj, fue estrenado en 1955, luego de permanecer en borrador por siete años.

## Historia
Originalmente la pieza fue concebida para tener un solo movimiento, como suite sinfónica con un violín solista, la cual fue comenzada en 1947. En 1948, Shostakóvich y otros compositores de la Unión Soviética, tuvieron dificultades con el régimen, particularmente con Zhdánov, quien los había señalado de formalistas, por el "exceso de modernismo". Por esta razón, Shostakóvich decidió no hacer público su concierto.

En 1955, un empresario estadounidense invitó a Óistraj a dar una gira, por lo que requería un concierto, el cual fue provisto por Shostakóvich retomando su partitura de siete años atrás. El concierto fue estrado el 29 de octubre de 1955, por el propio Óistraj al violín, con la Orquesta Filarmónica de Leningrado y la dirección de Evgueni Mravinski. En palabras del propio Óistraj:
Es una obra muy atractiva que ofrece grandes oportunidades, no sólo para que el violinista demuestre su virtuosismo, sino también para la expresión de profundas emociones, pensamientos y estados de ánimo. Mientras más conocí este concierto, con más atención escuché sus sonidos y más me satisfacía, de modo que lo estudié con mayor entusiasmo, pensé en él, viví para él.
La segunda ejecución del concierto fue en Nueva York, en la gira de Óistraj por Estados Unidos, bajo la dirección de Dimitri Mitrópoulos. La recepción del concierto en Estados Unidos fue de gran entusiasmo. Se dice que Mitrópulos levantó la partitura en alto mientras la audiencia ovacionaba la ejecución.

## Estructura
- I. Nocturne (Moderato – Meno mosso – Tempo I)
- II. Scherzo (Allegro – Poco più mosso – Allegro – Poco più mosso)
- III. Passacaglia (Andante) – Cadenza
- IV. Burlesque (Allegro con brio – Presto)

### Análisis
El primer movimiento, Nocturno, es intimista, lento y meditativo; tiene una indicación metronómica de 92 pulsaciones por minuto en la negra. Después de una introducción de violonchelos y contrabajos, emerge el violín tiene que realizar una melodía de principio a fin de gran fuerza interpretativa, que requiere de fuerza física y mental. El movimiento termina de manera diáfana, con un armónico del violín solista que se desvanece.
El segundo movimiento, Scherzo, es más jovial y veloz, y al mismo tiempo juguetón e ingenuo en la melodía. Según Óistraj, tiene un aire demoniaco. El primer tema evoca a los campesinos y a los pobladores de las llanuras del Volga. Este movimiento usa la secuencia Re-Mib-Do-Si (que en la notación germana corresponde a D-S-C-H), la firma de Shostakóvich que hace alusión a sus iniciales.
El tercer movimiento es Passacaglia (pasacalles) en estilo barroco en Fa menor, que consiste en un tema de 17 compases de largo con acentos fúnebres marcados por los timbales. El tema comienza con los violonchelos y contrabajos, y más adelante es realizado por toda la orquesta, e incluso a veces tocado por el solista; aunque el violín se caracteriza por tocar una melodía expresiva sobre el bajo. El movimiento tiene una cadenza solista de grandes proporciones, la más grande para un concierto para violín y que requiere un gran esfuerzo físico y mental, con la que culmina el movimiento y enlaza al cuarto sin pausas.
Tema de la Passacaglia

El cuarto y último movimiento, Burlesque, está encadenado con el movimiento previo a través de la cadenza. Contiene elementos del folclor ruso, con acentos de percusión, una danza gitana y un ostinato rítmico de gran velocidad. Los instrumentos de viento madera prevalecen en este movimiento, y el violín solista hace acrobacias virtuosísticas durante todo el movimiento, terminando de forma acelerada en Presto.

### Instrumentación
Tres flautas, piccolo, tres oboes, corno inglés, tres clarinetes, clarinete bajo, tres fagotes, contrafagot, cuatro trompas, tuba, timbales, percusión, arpa, celesta y cuerdas.

## Grabaciones
- Shostakovich: Cello Concerto No. 1 & Violin Concerto No. 1. Mstislav Rostropovich, David Oistrakh, Philadelphia Orchestra, New York Philharmonic Orchestra, Eugene Ormandy, Dimitri Mitropoulos. Sony, 1998[5]
- Shostakovich: Violin Concertos Nos. 1 & 2. Maxim Vengerov, London Symphony Orchestra, Mstislav Rostropovich[6]
- Hilary Hahn: The Complete Sony Recordings. Hilary Hahn, Baltimore Symphony Orchestra, Academy of St Martin in the Fields, Oslo Philharmonic Orchestra, David Zinman, Sir Neville Marriner, Hugh Hugh. Sony, 2015[7]
- Shostakovich: Symphony No. 9 & Violin Concerto No. 1. Leonidas Kavakos, Mariinsky Orchestra, Valery Gergiev. Mariinsky, 2015[8]
- Nicola Benedetti plays Shostakovich & Glazunov Violin Concertos. Nicola Benedetti, Bournemouth Symphony Orchestra, Kirill Karabits. Decca, 2016[9]